# Madison (Minnesota)
Pour les articles homonymes, voir Madison.
La ville de Madison est le siège du comté de Lac qui Parle, dans l'État du Minnesota, aux États-Unis. Lors du dernier recensement de l'an 2010, la population était de 1 551 habitants, alors qu'elle était de 1 768 habitants en 2000 (-12,6 %). 
D'après le Bureau de recensement des États-Unis, la ville a une superficie totale territoriale de 2,72 km2. 
Madison est traversée par l'autoroute américaine (nord-sud) no 75 et par l'autoroute du Minnesota no 40.